# 罗伯特·H·杰克逊
罗伯特·霍沃特·杰克逊（英語：Robert Houghwout Jackson，1892年2月13日—1954年10月9日）是美国政治家、法学家。

## 生平
1892年出生于美国宾夕法尼亚州沃伦县，1912年毕业于奥尔巴尼法学院。1940年至1941年担任司法部长，1941年至1954年担任美国最高法院大法官。他是纽伦堡审判中担任美国的总检察官。